# 573년

## 연호
- 남진(南陳) 태건(太建) 5년
- 후량(後梁) 천보(天保) 12년
- 북제(北齊) 무평(武平) 4년
- 북주(北周) 건덕(建德) 2년
- 신라(新羅) 홍제(鴻濟) 2년

## 기년
- 남진(南陳) 선제(宣帝) 5년
- 북제(北齊) 후주(後主) 9년
- 북주(北周) 무제(武帝) 13년
- 신라(新羅) 진흥왕(眞興王) 34년
- 고구려(高句麗) 평원왕(平原王) 15년
- 백제(百濟) 위덕왕(威德王) 20년

## 사건

#### 비잔틴 제국
- 비잔틴-사산 전쟁: 호스로 1세가 지휘하는 페르시아군 본대가 6개월간의 공성전 끝에 다라 요새를 함락시킨다. 동시에 아다르마한이 지휘하는 별동대가 바빌론에서 출발해 사막을 횡단하고, 유프라테스강을 건너 시리아 지방을 약탈한다. 비잔틴 제국의 도시인 아파메아와 안티오키아가 약탈당한다.

#### 유럽
- 국왕 시기베르투스 1세가 아내인 브륀힐다의 요구로 이복형제인 네우스트리아 분국의 킬페리쿠스 1세를 공격한다. 그는 라인강 동쪽의 독일 영주들에게 도움을 요청하고 그들은 요청을 받아들여 파리와 샤르트르를 공격한다.
- 롬바르드족이 남부 갈리아를 공격하지만 갈리아-로마 영주인 아욱세르의 아들인 무몰루스에게 격퇴되었다.
- 국왕 클레프가 롬바르드족의 토스카나 (중부 이탈리아) 정복을 완수하고 라벤나 근방까지 세력을 확장한다.
- 시기베르투스 1세가 그레고리를 투르의 주교로 임명한다.

#### 종교
- 교황 요한 3세가 롬바르드족에 의해 로마에서 축출되고 아피아 가도 인근의 카타콤으로 피신한다.

## 문화
- 아부 바크르, 초대 이슬람 칼리프
- 두건덕, 수나라의 장수 (d. 621)
- 정황제, 북주의 마지막 황제 (d. 581)

## 사망
- 나르세스, 비잔티움 제국의 장군.